# NGC 4396
NGC 4396 este o galaxie spirală situată în constelația Părul Berenicei. A fost descoperită în 20 aprilie 1865 de către Heinrich Louis d'Arrest. Se află la o distanță de 12,02 megaparseci de Pământ.